# Carl Geisheim
Johann Carl Wilhelm Geisheim (* 6. September 1784 in Breslau; † 29. Januar 1847 ebenda) war ein deutscher Lehrer und Dichter.

## Leben
Nach dem Besuch des Breslauer Gymnasiums zu St. Elisabeth studierte Geisheim von 1803 bis 1806 in Halle Philologie und wirkte nach Abschluss seiner Universitätszeit als Lehrer in Breslau, ab 1811 bis zu seinem Tod an St. Elisabeth. Geisheim gab von 1821 bis 1832 die Wochenschrift Der Hausfreund heraus (1832–1833 Der Humorist), die einen großen Leserkreis hatte. Er übersetzte drei Satiren des Horaz; seine dramatischen Versuche fanden kaum Beachtung. Seine lyrischen Werke erschienen 1839 in zwei Bänden.
Der 1821 geborene Felix Geisheim, der Archivar und Historiker wurde, ist sein Sohn.

## Werke
- Carl Geisheim: Gedichte. 2 Bände, Max, Breslau 1839